# 39e régiment d'infanterie (France)
Le 39e régiment d'infanterie (39e RI) est un régiment d'infanterie de l'Armée de terre française créé sous la Révolution à partir du régiment d'Île-de-France, un régiment français d'Ancien Régime

## Création et différentes dénominations
- 10 décembre 1762 : régiment d'Île-de-France
- 1791 : 39e régiment d'infanterie de ligne
- 1793 : 39e demi-brigade de première formation
- 1796 : 39e demi-brigade de deuxième formation
- 1803 : 39e régiment d'infanterie de ligne
- 16 juillet 1815 : Comme l'ensemble de l'armée napoléonienne, il est licencié à la Seconde Restauration.
- 11 août 1815 : création de la 75e légion de la Seine-Inférieure
- 23 octobre 1820 : la légion de la Seine-Inférieure est amalgamée et renommée 39e régiment d’infanterie de ligne
- 1882 : 39e régiment d'infanterie
- 1914 : À la mobilisation, met sur pied son régiment de réserve, le 239e régiment d'infanterie
- 1940 : Dissous
- 1944 : 39e régiment d'infanterie
- 1946 : Dissous
- 1956 : 39e régiment d'infanterie
- 1963 : Dissous
- 1964 : 39e régiment d'infanterie
- 15 juin 1990 : dissolution du régiment.

## Chefs de corps
- 1791 : colonel Jean François Régis Alexis Marie de Loras
- 1793 : colonel Prat
- 1793 : chef de brigade Thiballier
- 1793 : chef de brigade Henri Guillaume de Furstemberg (*)
- 1795 : chef de brigade Bellet
- 1795 : chef de brigade Pourailly
- 1796 : chef de brigade Antoine Prompt
- 1799 : chef de brigade Antoine Louis Popon baron de Maucune (**)
- 1803 : colonel Antoine Louis Popon baron de Maucune (**)
- 1807 : colonel Jacques Pierre Soyez
- 1810 : colonel François Marie Lamour
- 1811 : colonel Louis Marie Joseph Thévenet (*)
- 1812 : colonel Paul Alexis Joseph Menu
- 1814 : colonel Joseph Hyacinthe Daries
- 1815 : colonel de Trémauville
- 1819 : colonel Foulon de Doué
- 1821 : colonel de Bois David
- 1830 : colonel Jeannin
- 1831 : colonel Limonnier
- 1832 : colonel Guilabert
- 1841 : colonel Alexandre
- 1848 : colonel du Donjon
- 1852 : colonel Beuret
- 1855 : colonel Desrosiers
- 1855 : colonel Comignan
- 1861 : colonel Boris
- 1868 - 1870 : colonel d'Aries
- 1870 d'octobre à décembre : colonel Questel
- 1870 : colonel Chopin Méret (15 - 27 décembre)
- 1870 du 27 décembre à janvier 1871 : colonel Bernard de Seigneurens
- 1871 de janvier à juillet 1871 : colonel Mesny
- 1871 : colonel Robert
- 1878 : colonel Vigneaud
- 1884 : Jules Pierre Marie Prudence Jollivet[1]
- 1885 : colonel Rousset
- 1888 : colonel Bourelly
- 1893 : colonel Trimbach
- 1896 : colonel de Lardemelle
- 1897 : colonel Proust
- 1902 du 20 février au 8 avril 1905 : colonel Victor-René Boëlle
- 1905 : colonel Sarrail
- 1906 : colonel Bruté de Rémur Augustin
- 1912 : colonel Adrien Chrétien
- 1914 : lieutenant-colonel Louis Charles Émile Gibon-Guilhem (en)[2]
- 1918 : lieutenant-colonel de Pitray
- 1919 : lieutenant-colonel Maurice Le Hagre
- 1920 : lieutenant-colonel Charles Brenot
- 1921 : lieutenant-colonel François Mathieu
- 1925 : lieutenant-colonel Oherne
- 1925 : colonel Hucher
- 1928 : colonel Huberdeau
- 1930 : colonel Secretin
- 1932 : lieutenant-colonel Ferdinand Luccioni
- 1934 : colonel Élophe Jean Larcher
- 1938 : colonel Guihard
- 1940 : colonel Dugenet
- 1945 : colonel Richard
- 1956 : chef de bataillon Argence
- 1958 : chef de bataillon Péretti
- 1960 : chef de bataillon Guichard
- 1962 : chef de bataillon Blanchard
- 1962 : colonel Khélifa
- 1963 : chef de bataillon Laurent
- 1964 : colonel Vincent
- 1966 : colonel Bley
- 1968 : lieutenant-colonel Malezieux-Dehon
- 1970 : lieutenant-colonel Lévy
- 1972 : lieutenant-colonel de Sesmaisons
- 1974 : lieutenant-colonel Tessot
- 1976 : lieutenant-colonel Billard
- 1978 : lieutenant-colonel Pons
- 1980 : colonel de Belenet
- 1982 : lieutenant-colonel Marc Duvot*
- 1984 : lieutenant-colonel Erik de Brebisson*
- 1986 : colonel Jean-Louis Bonizec
- 1988 : colonel Jean-Pierre Breton*

(*) Officier qui devint par la suite général de brigade.
(**) Officier qui devint par la suite général de division.

## Historique des garnisons, combats et batailles

### 39erégiment d'infanterie de ligne ci-devant Île-de-France (1791-1793)
L'ordonnance du 1er janvier 1791 fait disparaître les diverses dénominations, et les corps d'infanterie ne sont désormais plus désignés que par le numéro du rang qu'ils occupaient entre eux. Ainsi, 101 régiments sont renommés. Les régiments sont toutefois largement désignés avec le terme ci-devant, comme 39e régiment d'infanterie ci-devant Île-de-France.

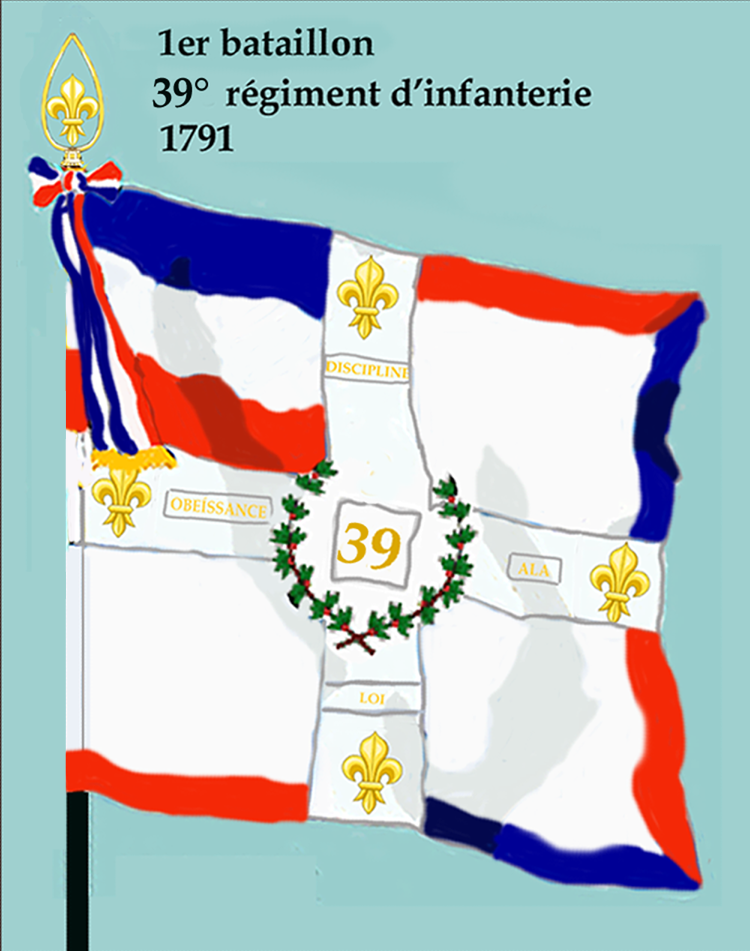
Drapeau du 1er bataillon du 39e régiment d'infanterie de ligne de 1791 à 1793
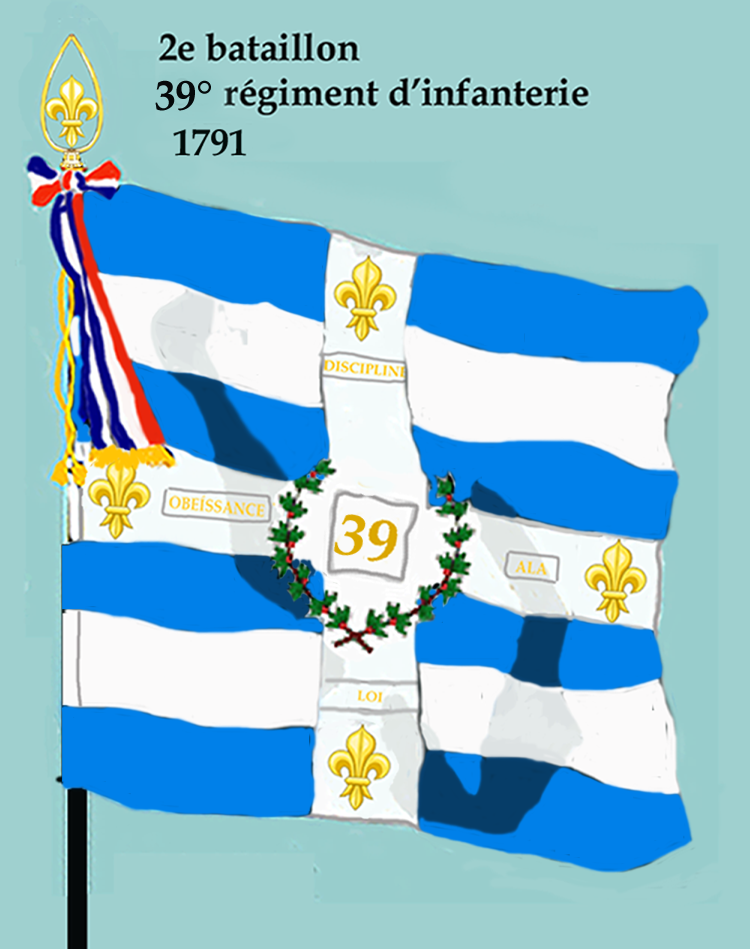
Drapeau du 2e bataillon du 39e régiment d'infanterie de ligne de 1791 à 1793

#### Guerres de la Révolution
Le 2e bataillon du 39e régiment d'infanterie ci-devant Île-de-France partit en janvier 1791  pour Saint-Domingue, d'où il ne revint en 1794 que trois officiers et vingt-trois hommes.
Le 1er bataillon occupa Saint-Pol-de-Léon et Quimper en juillet 1791, et rentra à Brest en mai 1792.

Pendant toute la campagne de 1793, ce bataillon engagé dans la guerre de Vendée fit partie de l'armée des côtes de Brest, qui vint se réunir aux autres armées républicaines de l'Ouest, quand les royalistes passèrent sur la rive droite de la Loire. Ce bataillon se trouva aux batailles de Granville et de Dol, du Mans et de Savenay, et se distingua particulièrement, le 5 janvier 1794, à la prise de Noirmoutiers. La dernière fois qu'il soit fait mention de lui, c'est à la bataille de Fréligné, en Vendée, livré le 29 floréal an II (18 mai 1794) ou le colonel Jean François Régis Alexis Marie Prat y fut tué.

### 39edemi-brigadede première formation (1793-1796)

#### Guerres de la Révolution et de l'Empire
En 1793, lors du premier amalgame la 39e demi-brigade de première formation est formée avec les :
- 1er bataillon du 20e régiment d'infanterie (ci-devant Cambrésis)
- 1er bataillon de volontaires des Basses-Pyrénées
- 2e bataillon de volontaires des Basses-Pyrénées

La 39e demi-brigade, fait les campagnes de l'an II et de l'an III à l'armée des Pyrénées et se trouve engagé, dans le cadre de la guerre du Roussillon à la bataille du Boulou.

### 39edemi-brigadede deuxième formation (1796-1803)

#### Guerres de la Révolution
La 39e demi-brigade de deuxième formation est formée le 22 vendémiaire an IV (14 octobre 1795) par l'amalgame des :
- 46e demi-brigade de première formation (2e bataillon du 23e régiment d'infanterie (ci-devant Royal), 4e bataillon de volontaires de l'Isère et 6e bataillon de volontaires de l'Isère)
- 121e demi-brigade de première formation (1er bataillon du 61e régiment d'infanterie (ci-devant Vermandois), 1er bataillon de volontaires de l'Union et 7e bataillon de volontaires du Var)
- 4e bataillon de volontaires des Basses-Alpes
- 10e bataillon de volontaires de l'Ain

La 39e demi-brigade fait la campagne de l'an IV, de l'an V et de l'an VI à l'armée d'Italie :
- 1795 : 1re campagne d'Italie
  - Bataille de Loano

Le 22 germinal an V (11 avril 1797) elle est envoyée, dans le cadre de l'expédition du Tyrol, à Spittal, en Autriche, avec la 93e demi-brigade de deuxième formation, et les 12e et 26e demi-brigade d'infanterie légère.
- 1796 : 1re campagne d'Italie
  - Bataille de Millesimo,
  - Bataille du pont de Lodi,
  - Bataille de Mondovi,
  - Mori,
  - Bataille de Castiglione
  - Bataille du pont d'Arcole

Elle fait celle de l'an VII aux armées d'Italie et de Naples et celles de l'an VIII et de l'an IX aux armées d'Italie et de l'Intérieur :
- 1797 : 1re campagne d'Italie
  - Bataille de Rivoli
  - Siège de Mantoue
- 1799 : 2e campagne d'Italie
  - Bataille de la Trebbia
  - Bataille de Novi
- 1800 : 2e campagne d'Italie
  - Défense du Var

### 39erégimentd'infanterie de ligne (1803-1815)

#### Guerres de la Révolution et de l'Empire
Par décret du 1er vendémiaire an XII (24 septembre 1803), le Premier Consul prescrit une nouvelle réorganisation de l'armée française. Il est essentiel de faire remarquer, pour faire comprendre comment, souvent le même régiment avait en même temps des bataillons en Allemagne, en Espagne et en Portugal, ou dans d'autres pays de l'Europe, que, depuis 1808, quelques régiments comptaient jusqu'à 6 bataillons disséminés, par un ou par deux, dans des garnisons lointaines et dans les diverses armées mises sur pied depuis cette date jusqu'en 1815.

Ainsi, le 39e régiment d'infanterie de ligne est formé à 3 bataillons avec la 39e demi-brigade de deuxième formation
Le 39e régiment d'infanterie de ligne fait les campagnes de l'an XII et de l'an XIII au camp de Montreuil, celles de l'an XIV, 1806 et 1807 au 6e corps de la Grande Armée, celle de 1808 à l'armée d'Espagne, à la Grande Armée et à la garnison de Dantzig, celle de 1809 aux armées d'Espagne, à l'du Rhin et au 2e corps de l'armée d'Allemagne, celle de 1810 aux armées d'Espagne, de Portugal et au 2e corps de l'armée d'Allemagne, celles de 1811 et 1812 aux armées de Portugal, d'Espagne et au camp de Bavonne, celle de 1813 aux armées de Portugal, d'Espagne et au corps d'observation de Mayence et celle de 1814 à l'armée des Pyrénées, à Mayence, à Dantzig et à Landau ou il est fait prisonnier de guerre. En 1815 il est au 5e corps de l'armée du Rhin.
L'ordonnance du 12 mai 1814 réorganise les corps de l'armée française après l'exil de Napoléon Ier à l'île d'Elbe. Le 39e régiment d'infanterie prend alors le no 37 jusqu'au 20 avril 1815, ou il retrouve le numéro qu'il avait perdu.
- 1805 : campagne d'Autriche
  - Bataille d'Elchingen
  - Bataille d'Ulm
- 1806 : campagne de Prusse et de Pologne
  - Bataille d'Iéna
- 1807 :
  - Bataille d'Eylau
  - Bataille de Guttstadt
  - Bataille de Friedland
- 1809 :
  - Bataille d'Essling
  - Bataille de Wagram
- 1810 : Invasion du Portugal
  - Siège de Ciudad Rodrigo
  - Bataille de la Côa,
  - Siège d'Almeida,
  - Bataille de Buçaco
  - Torres-Vedras
- 1811 : Invasion du Portugal et campagne de Castille
  - Bataille de Pombal
  - Bataille de Redinha
  - Bataille de Fuentes de Oñoro
- 1812 : campagne de Castille
  - Bataille d'Almaraz
  - Bataille des Arapiles
  - Bataille de Garcia Hernandez
- 1813 : campagne de Vitoria et des Pyrénées
  - Castro-Urdiales,
  - Bataille de Tolosa,
  - Bataille de Sorauren,
  - Bataille de la Nivelle
  - Siège de Bayonne
- 1813 : campagne d'Allemagne
  - Bataille de Lutzen,
  - Siège de Dantzig
  - Bataille de Leipzig
  - Bataille de Dresde
- 1814 : Guerre d'indépendance espagnole
  - bataille d'Orthez
  - Bataille de Toulouse
- 1815 : campagne de Belgique (1815)
  - Surzburg
  - Sufflweyersheim

Après la seconde abdication de l'Empereur, Louis XVIII réorganise de l'armée de manière à rompre avec l'héritage politico-militaire du Premier Empire.
A cet effet une ordonnance du 16 juillet 1815 licencie l'ensemble des unités militaires françaises.

### Légion de la Seine-Inférieure (1815-1820)

Uniforme de la légion de Seine-Inférieure.

Par ordonnance du 11 août 1815, Louis XVIII crée les légions départementales. La 75e Légion de la Seine-Inférieure, qui deviendra le 39e régiment d'infanterie de ligne en 1820, est créée.

### 39erégimentd'infanterie de ligne (1820-1882)

#### 1820 à 1852
En 1820 une ordonnance royale de Louis XVIII réorganise les corps de l'armée française en transformant les légions départementales régiments d'infanterie de ligne. Ainsi, le 39e régiment d'infanterie de ligne est formé, à Nancy, avec les 3 bataillons de la 1re légion de la Seine-Inférieure.
Le 39e régiment d'infanterie de ligne fait la campagne de 1823 au 2e corps de l'armée d'Espagne, avec lequel il s'illustre lors du combat de Jaén, le 13 septembre 1823.
Une ordonnance du 18 septembre 1830 créé le 4e bataillon et porte le régiment, complet, à 3 000 hommes.
En 1832 il est à l'armée du Nord ou le régiment participe, en décembre au siège et à la prise de la citadelle d'Anvers.
En 1848, le régiment est affecté à l'armée de Paris et prend part aux journées des 23, 24, 25 et 26 juin contre les insurgés.

#### Second Empire
Le 39e régiment d'infanterie en ligne se trouvait en Crimée en 1853/1855 et a participé au siège de Sébastopol en septembre 1855 et aux batailles de l'Alma et d'Inkerman
Par décret du 2 mai 1859 le 39e régiment d'infanterie fourni 1 compagnie pour former le 102e régiment d'infanterie de ligne.
En 1869, il est en Algérie.
Rappelé en France durant la guerre de 1870, il est rattaché à l'armée de la Loire il participe à la défense de Besançon en 1871.

#### De 1871 à 1914
En 1875, le 39e RI, commandé par le colonel André Robert, est stationné à Vincennes, son dépôt est à Bernay.

### 39erégimentd'infanterie

#### Première Guerre mondiale
- En 1914 : Casernement : caserne Hatry[6], Rouen, Dieppe, 9e brigade, 5e division d'infanterie, 3e Corps d'Armée.
- en août 1914, a mis sur pied le 239e régiment d’infanterie

Il fait successivement partie des :
- 5e division d’infanterie d'août 1914 à juillet 1915 ;
- 130e division d’infanterie de juillet 1915 à novembre 1917 (date de dissolution de la 130e DI) ;
- 169e division d’infanterie de novembre 1917 à octobre 1918 ;
- 58e division d’infanterie d'octobre 1918 à l'armistice.

##### 1914

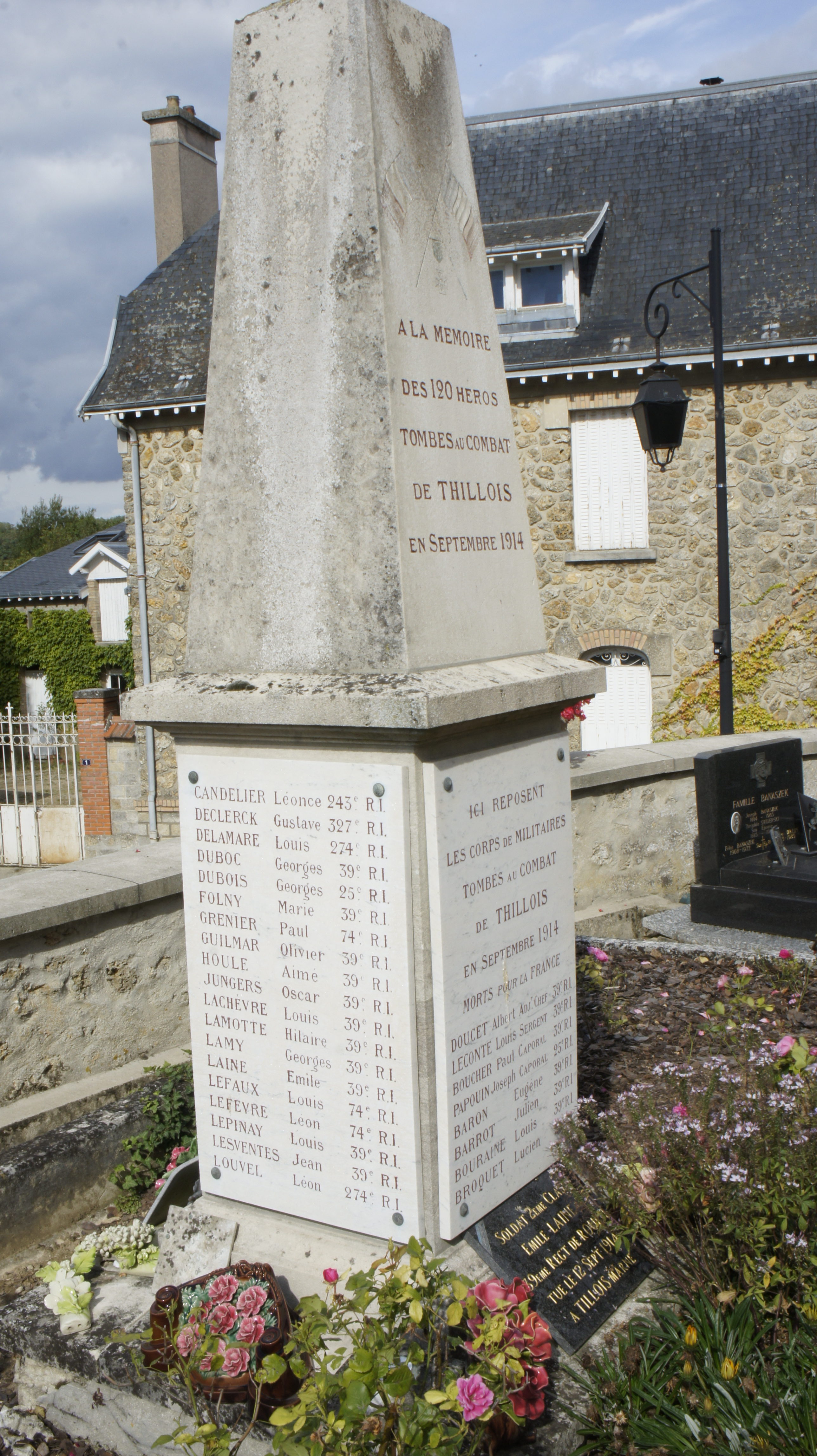
Dans le cimetière de Thillois, des soldats du 39e tombés dans le Marne.

- le 24 août : Bataille de Charleroi.
- le 29 août : Bataille de Guise.
- du 5 au 12 septembre: Bataille de la Marne.
- septembre - décembre : Aisne.

##### 1915
- janvier - mai : Aisne.
- mai - décembre : Artois.

##### 1916
- janvier - mars : Artois.
- mars - juin : Lorraine.
- juin - novembre : Bataille de Verdun, ouvrage de Thiaumont, FLeury.

##### 1917
- janvier - mars : secteur de la Woëvre.
- juillet - novembre : chemin des Dames, puis secteur du chemin des Dames.
- novembre - décembre : Argonne.

##### 1918
- janvier - août : Argonne.
- août : Picardie.
- octobre : Bataille de Saint-Quentin.

Le régiment se voit attribuer quatre citations au cours de la guerre.

#### Entre-deux-guerres

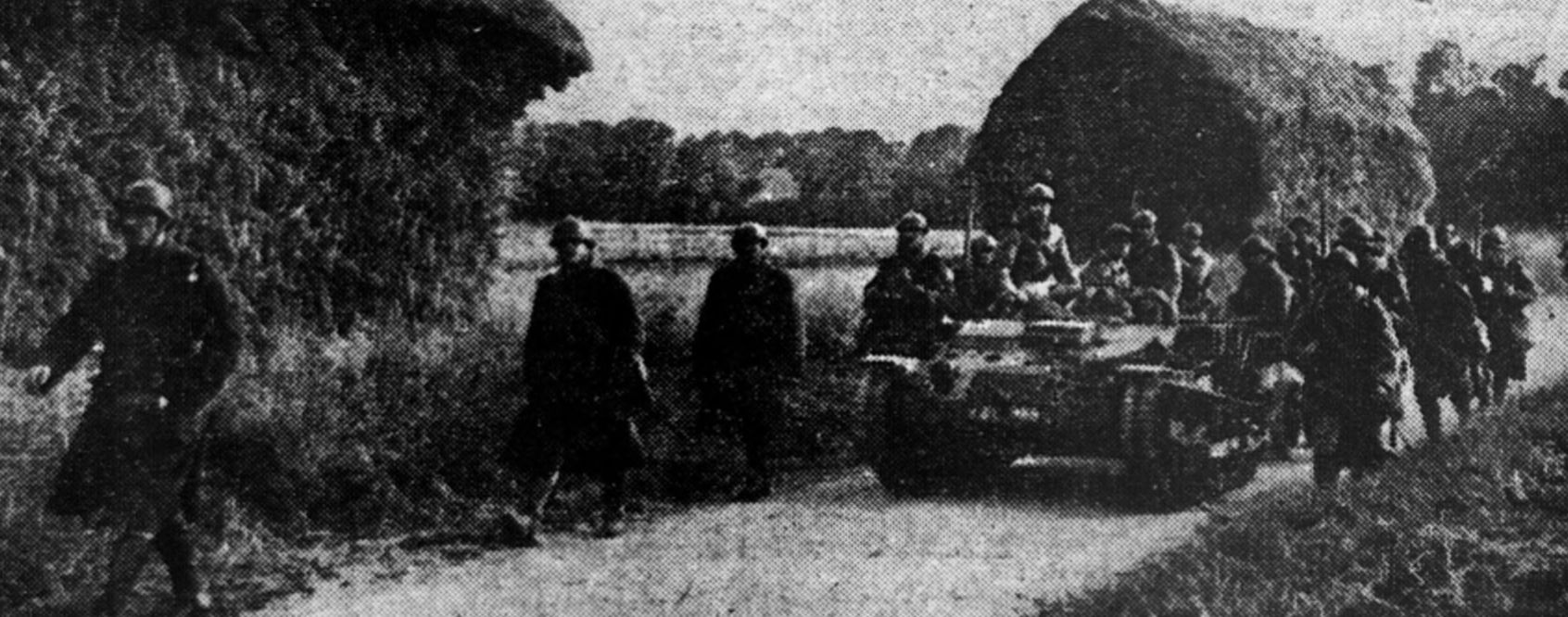
Chenillette de ravitaillement Renault du 39e lors des grandes manœuvres de l'Ouest en 1937.

#### Seconde Guerre mondiale
Unité d'active, 39e régiment d'infanterie est mobilisé au CMI 32 de Rouen. Sous les ordres du colonel Dugenet, il appartient à la 5e division d'infanterie motorisée.
Au printemps 1940, le régiment est stationné aux alentours de Rethel. Sa division est impliquée dans le plan Dyle et doit occuper le front de la Meuse entre Dave et Anhée.
Lors de l'attaque allemande du 10 mai, le plan Dyle est exécuté et il entre en Belgique et se bat ainsi sur les bords de la Meuse durant deux jours, il tient tête avec les autres régiments de la 5e division d'infanterie aux divisions blindées allemandes. À court de munitions et de support aérien ou d'artillerie, il se retire des combats. Une grande partie de ses effectifs sera faite prisonnière, il sera dissous.

#### De 1945 à nos jours
- En mai 1968, trois compagnies du 39e RI, sont secrètement transférées à Pontoise où elles prennent leur quartier dans des hangars à chars, elles y resteront en alerte une semaine (comme 40000 autres soldats déployés secrètement autour de Paris).

Pendant ce temps, le général de Gaulle a « disparu », il est allé voir le général Massu, en Allemagne, où celui-ci le dissuade d'intervenir militairement pour réprimer les étudiants…
Pendant toute la durée des événements de mai 68, les soldats du 39e RI gardent les points sensibles de la région de Rouen (fabrique de munitions et d'explosifs, relais de télévision et de télécommunications), avec des armes chargées à balles réelles.
En 1985 (du 18 février au 28 juin), une section commandée par le lieutenant Buzenet, est partie en renfort au 43e B.I.Ma. à Port-Bouet en République de Côte d'Ivoire.
- Le régiment est caserné à Rouen au quartier Pélissier jusqu'en 1978, puis au quartier Richepanse, rebaptisé Pélissier, avant d'être dissous le 15 juin 1990[8].

## Drapeau

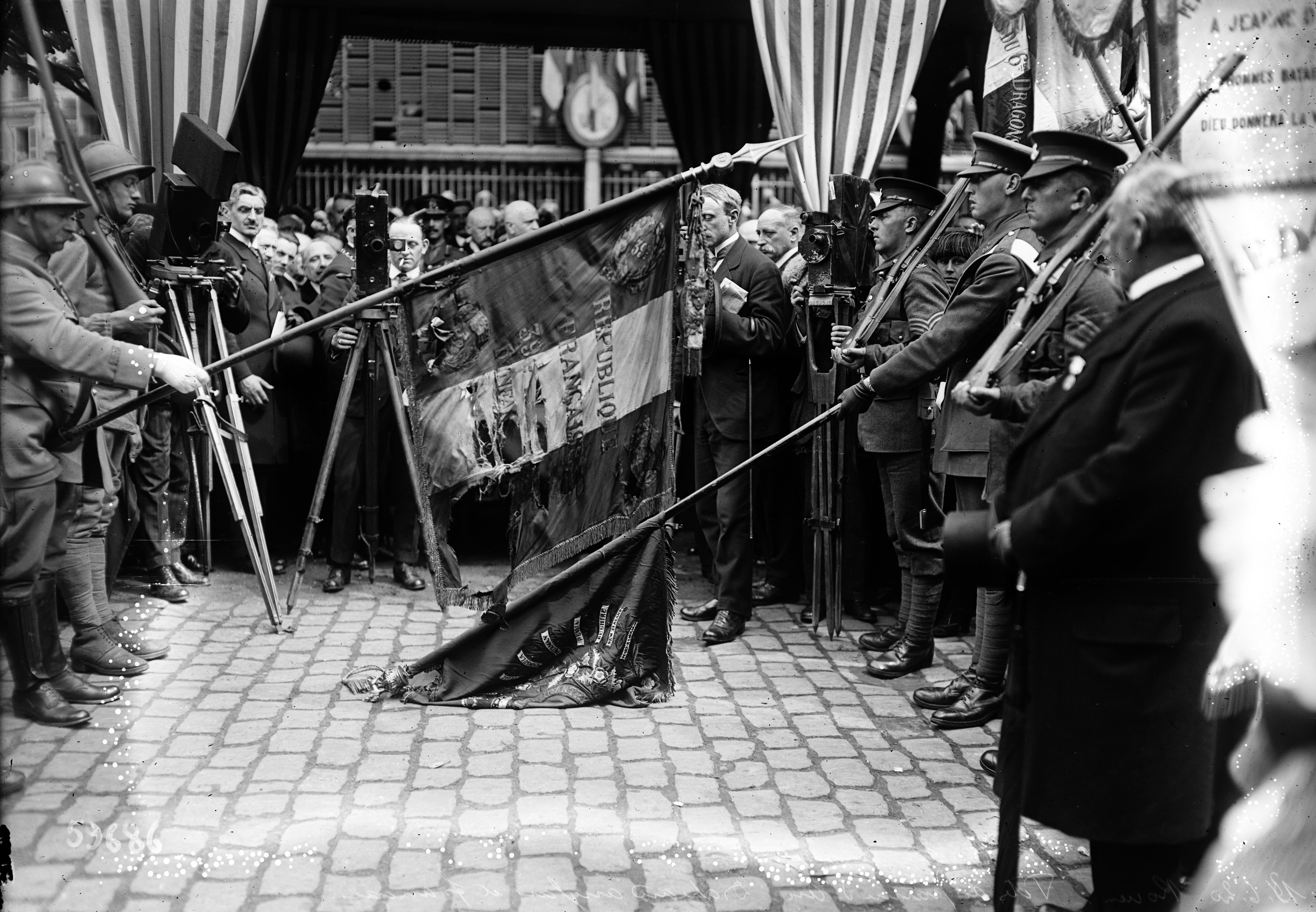
Le drapeau du présenté à des soldats britanniques le 13/6/1920 à Rouen.

Il porte, cousues en lettres d'or dans ses plis, les inscriptions suivantes, :
- Arcole 1796
- Ulm 1805
- Friedland 1807
- Sébastopol 1854-1855
- La Marne 1914
- Artois 1915
- Verdun 1916
- Picardie 1918
- AFN 1952-1962

## Décorations
« Sa cravate est décorée de la croix de guerre 1914-1918  avec 3 palmes et 1 étoile de bronze (3 citations à l'ordre de l'armée et une citation à l'ordre de la brigade. »
« Il a le droit au port de la Fourragère aux couleurs du ruban de la Croix de guerre 1914-1918. »

## Insigne
L'insigne du régiment est adopté le 4 décembre 1936. Il montre un drakkar sur la Seine devant la cathédrale de Rouen.

## Devise
« Vae victis » pour la compagnie anti char en 1987 au quartier Pélissier.

## Refrain
En avant la Normandie, allons tous en chantant

Elle n'est pas endormie la race des gars normands.

## Personnalités ayant servi au39eRI
- Paul Anquetil (1873-1940)
- Maurice Bouignol (1891-1918), poète, son nom est inscrit au Panthéon parmi les 560 écrivains morts pour la France.
- Émile Carré
- Pierre Clavel alors capitaine puis chef de bataillon à la 39e demi-brigade de deuxième formation
- Roland Dorgelès, engagé volontaire en août 1914, décoré de la Croix de guerre.
- Philippe Étancelin, engagé volontaire de 1916 à 1919.
- Paul Feuillâtre (1881-1914) archiviste et poète, son nom figure au Panthéon parmi les 560 écrivains morts pour la France.
- Guillaume Latrille de Lorencez alors capitaine
- Émile Le Senne (1881-1914), historien, son nom est inscrit au Panthéon parmi les 560 écrivains morts au champ d'honneur.
- Césaire Levillain en 1905-1906.
- Pierre de Maismont, Compagnon de la Libération, sous-lieutenant au régiment de 1933 à 1935.
- Roger Martin du Gard (1881-1958) y effectue son service militaire en 1902-1903.
- Henri de Mibielle (1841-1910)
- Eugène Nolent (1878-1916), avocat et journaliste, y fait son service militaire. Son nom est inscrit au Panthéon parmi les 560 écrivains morts au combat pendant la Première Guerre mondiale.
- Georges Scapini (1893-1976)
- Jean Stuhl (1862-1942)
- Gustave Valmont (1881-1914), poète, il est l'un des 560 écrivains morts pour la France au Panthéon.

## Traditions et uniformes
- Fête : le 14 juin (Friedland)